# 招聘状
招聘状（しょうへいじょう、Invitation letter）は、人を招聘するために発行する文書である。招待状ともいえ、招聘しようとする組織が発行する。
1. 外国渡航において査証取得の要件であったり、これ自体が入国許可申請の必要文書になる場合がある。

## 概要
一般的に、招聘状には以下の内容を記載することが多い。
- 対象者（住所・氏名・電話）
- 招聘する理由
- 招聘する経緯
- 招聘者との関係

## 招聘状が必要な例
日本において
- 短期滞在目的で（ビザが必要な出身国の）外国人を招聘する場合（親族や友人、取引先企業の社員などを滞在期間90日以内で招聘し報酬が発生しない場合）には、ビザ発給の要件として招聘状（招へい理由書）が必要となる[1]。